# Ippolito Borghesi
Pour les articles homonymes, voir Borghesi.
Ippolito Borghesi est un peintre italien, né à Naples, de la fin du XVIe et du début du XVIIe siècle, se rattachant  à l'école napolitaine, qui a été l'élève de Francesco Curia.

## Sources
- (en) Cet article est partiellement ou en totalité issu de l’article de Wikipédia en anglais intitulé « Ippolito Borghesi » (voir la liste des auteurs).
- Dictionary of Painters and Engravers, Biographical and Critical De Bryan, Michael Bryan